# Russischer Fußballpokal 2020/21
Der Russische Fußballpokal 2020/21 war die 29. Austragung des russischen Pokalwettbewerbs der Männer. Pokalsieger wurde Lokomotive Moskau. Das Team setzte sich im Finale am 12. Mai 2021 im Stadion Nischni Nowgorod gegen Krylja Sowetow Samara durch. Titelverteidiger Zenit St. Petersburg war im Achtelfinale gegen Arsenal Tula ausgeschieden.

## Modus
Aufgrund der Corona-Pandemie nahmen keine Amateurvereine teil. Bis zur dritten Runde nahmen die 54 Mannschaften der 2. Division 2020/21 aufgeteilt in vier Zonen (West/Zentrum, Süd, Ural-Powolschje und Ost) teil. Davon qualifizierten sich 10 Mannschaften für die Gruppenphase.
Von den Zweitligisten qualifizierten sich ebenfalls 10 Vertreter für die Gruppenphase. Die 10 Erstligisten, die nicht im Europapokal tätig waren, komplettierten das Teilnehmerfeld der 30 Teams. Reservemannschaften waren nicht teilnahmeberechtigt. Für das Achtelfinale waren dann die 10 Gruppensieger und die 6 Erstligisten, die im Europapokal vertreten waren, qualifiziert.
Alle Begegnungen wurden in einem Spiel ausgetragen. Bei unentschiedenem Ausgang wurde zur Ermittlung des Siegers ohne Verlängerung ein Elfmeterschießen durchgeführt. In den Gruppenspielen zählte ein Sieg drei Punkte, ein Sieg nach Elfmeterschießen zwei Punkte und eine Niederlage nach Elfmeterschießen ein Punkt. 
Der Pokalsieger qualifizierte sich für die Europa League.

## Teilnehmende Teams
| Premjer-Liga (16) | Premjer-Liga (16) | Perwenstwo FNL (20) | Perwenstwo FNL (20) |
| --- | --- | --- | --- |
| - Dynamo Moskau - Lokomotive Moskau - Spartak Moskau - ZSKA Moskau - Achmat Grosny - Arsenal Tula - FK Chimki - FK Krasnodar | - Rotor Wolgograd - FK Rostow - Rubin Kasan - FK Sotschi - FK Tambow - FK Ufa - Ural Jekaterinburg - Zenit St. Petersburg | - Akron Toljatti - Alanija Wladikawkas - Baltika Kaliningrad - FK SKA-Chabarowsk - Dynamo Brjansk - Fakel Woronesch - Irtysch Omsk - FK Jenissei Krasnojarsk - Krylja Sowetow Samara - FK Neftechimik Nischnekamsk                                                | - FK Nischni Nowgorod - FK Orenburg - Schinnik Jaroslawl - Tekstilschtschik Iwanowo - Tom Tomsk - Torpedo Moskau - Tschaika Pestschanokopskoje - Tschertanowo Moskau - Weles Moskau - Wolgar Astrachan                             |
| Perwenstwo PFL (54) | | | |
| - Anschi Machatschkala - Awangard Kursk - FK Biolog-Nowokubansk - Druschba Maikop - Dynamo Barnaul - Dynamo Stawropol - FK Forte Taganrog - Inter Tscherkessk - FK Jessentuki - FK Kaluga - KAMAS Nabereschnyje Tschelny - FK Kolomna - FK Krasny - Kuban-Holding Pawlowskaja | - FK Kuban Krasnodar - Kwant Obninsk - Lada Dimitrowgrad - FK Lada Toljatti - Legion-Dynamo Machatschkala - FK Leningradez Prudy - Luki-Energija Welikije Luki - FK Machatschkala - Maschuk-KMW Pjatigorsk - Metallurg Lipezk - Metallurg Widnoje - FK Murom - FK Nowosibirsk - Nosta Nowotroizk | - FK Olimp-Dolgoprudny - FK Rjasan - Rodina Moskau - Sachalin Juschno-Sachalinsk - FK Saljut Belgorod - Saturn Ramenskoje - FK SKA Rostow - FK Smolensk - Snamja Noginsk - Snamja Truda Orechowo-Sujewo - PFK Sokol Saratow - Spartak Naltschik - Strogino Moskau | - FK Swesda Perm - Swesda St. Petersburg - FK Tjumen - Torpedo Wladimir - FK Tscheljabinsk - Tschernomorez Noworossijsk - FK Tschita - FK Tuapse - FK Twer - Wolga Uljanowsk - Wolna Kowernino - FK Zenit-Ischewsk - Zenit Irkutsk |

## PFL-Pfad

### 1. Runde
Teilnehmer: Teilnehmer: 28 Vereine der drittklassigen Perwenstwo PFL.
| Datum                           |                            | Ergebnis        |                                    |
| ------------------------------- | -------------------------- | --------------- | ---------------------------------- |
| 00000000000Zone West/Zentrum    |                            |                 |                                    |
| 05.08.2020                      | Metallurg Widnoje (III)    | 1:0             | Kwant Obninsk (III)                |
| 05.08.2020                      | Saturn Ramenskoje (III)    | 0:3             | FK Kolomna (III)                   |
| 05.08.2020                      | Rodina Moskau (III)        | 3:2             | Strogino Moskau (III)              |
| 05.08.2020                      | Snamja Noginsk (III)       | 1:0             | Snamja Truda Orechowo-Sujewo (III) |
| 05.08.2020                      | FK Twer (III)              | 0:0 (3:4 i. E.) | Swesda St. Petersburg (III)        |
| 05.08.2020                      | FK Murom (III)             | 2:1             | FK Rjasan (III)                    |
| 05.08.2020                      | FK Krasny (III)            | 00:3 1          | Luki-Energija Welikije Luki (III)  |
| 05.08.2020                      | FK Kaluga (III)            | 3:2             | FK Smolensk (III)                  |
| 00000000000Zone Süd             |                            |                 |                                    |
| 05.08.2020                      | FK Tuapse (III)            | 0:2             | FK Kuban Krasnodar (III)           |
| 05.08.2020                      | Anschi Machatschkala (III) | 1:0             | FK Machatschkala (III)             |
| 05.08.2020                      | Spartak Naltschik (III)    | 5:0             | FK Jessentuki (III)                |
| 05.08.2020                      | FK Forte Taganrog (III)    | 0:1             | Kuban-Holding Pawlowskaja (III)    |
| 00000000000Zone Ural-Powolschje |                            |                 |                                    |
| 05.08.2020                      | FK Zenit-Ischewsk (III)    | 1:2             | FK Tjumen (III)                    |
| 05.08.2020                      | FK Lada Toljatti (III)     | 0:3             | Wolna Kowernino (III)              |

### 2. Runde
Teilnehmer: Die 14 Sieger der ersten Runde und weitere 26 Vereine der Perwenstwo PFL.
| Datum                           |                                    | Ergebnis        |                                   |
| ------------------------------- | ---------------------------------- | --------------- | --------------------------------- |
| 00000000000Zone Ural-Powolschje |                                    |                 |                                   |
| 19.08.2020                      | FK Tscheljabinsk (III)             | 03:0 1          | Nosta Nowotroizk (III)            |
| 19.08.2020                      | Wolna Kowernino (III)              | 0:0 (1:4 i. E.) | Wolga Uljanowsk (III)             |
| 19.08.2020                      | FK Tjumen (III)                    | 1:2             | FK Swesda Perm (III)              |
| 19.08.2020                      | KAMAS Nabereschnyje Tschelny (III) | 1:1 (4:2 i. E.) | Lada Dimitrowgrad (III)           |
| 00000000000Zone Ost             |                                    |                 |                                   |
| 19.08.2020                      | FK Tschita (III)                   | 0:1             | Zenit Irkutsk (III)               |
| 19.08.2020                      | FK Nowosibirsk (III)               | 1:0             | Dynamo Barnaul (III)              |
| 00000000000Zone Süd             |                                    |                 |                                   |
| 19.08.2020                      | Legion-Dynamo Machatschkala (III)  | 1:0             | Anschi Machatschkala (III)        |
| 19.08.2020                      | FK Biolog-Nowokubansk (III)        | 3:0             | Druschba Maikop (III)             |
| 19.08.2020                      | Inter Tscherkessk (III)            | 2:3             | Maschuk-KMW Pjatigorsk (III)      |
| 19.08.2020                      | Dynamo Stawropol (III)             | 4:1             | Spartak Naltschik (III)           |
| 19.08.2020                      | FK Kuban Krasnodar (III)           | 1:4             | Tschernomorez Noworossijsk (III)  |
| 19.08.2020                      | FK SKA Rostow (III)                | 2:4             | Kuban-Holding Pawlowskaja (III)   |
| 00000000000Zone West/Zentrum    |                                    |                 |                                   |
| 19.08.2020                      | Swesda St. Petersburg (III)        | 1:2             | FK Leningradez Prudy (III)        |
| 19.08.2020                      | Metallurg Lipezk (III)             | 00:3 2          | Snamja Noginsk (III)              |
| 19.08.2020                      | Luki-Energija Welikije Luki (III)  | 1:1 (4:5 i. E.) | FK Olimp-Dolgoprudny (III)        |
| 19.08.2020                      | FK Kolomna (III)                   | 2:0             | Sachalin Juschno-Sachalinsk (III) |
| 19.08.2020                      | Torpedo Wladimir (III)             | 0:2             | Rodina Moskau (III)               |
| 19.08.2020                      | FK Saljut Belgorod (III)           | 1:0             | Metallurg Widnoje (III)           |
| 19.08.2020                      | Awangard Kursk (III)               | 1:2             | FK Kaluga (III)                   |
| 19.08.2020                      | PFK Sokol Saratow (III)            | 2:1             | FK Murom (III)                    |

### 3. Runde
Teilnehmer: Die 20 Sieger der zweiten Runde. Die Gewinner qualifizierten sich für die Gruppenphase.
| Datum                           |                                  | Ergebnis        |                                    |
| ------------------------------- | -------------------------------- | --------------- | ---------------------------------- |
| 00000000000Zone West/Zentrum    |                                  |                 |                                    |
| 02.09.2020                      | FK Leningradez Prudy (III)       | 2:1             | FK Olimp-Dolgoprudny (III)         |
| 02.09.2020                      | Snamja Noginsk (III)             | 0:0 (6:5 i. E.) | PFK Sokol Saratow (III)            |
| 02.09.2020                      | FK Kolomna (III)                 | 2:3             | Rodina Moskau (III)                |
| 02.09.2020                      | FK Kaluga (III)                  | 0:0 (6:7 i. E.) | FK Saljut Belgorod (III)           |
| 00000000000Zone Süd             |                                  |                 |                                    |
| 02.09.2020                      | Maschuk-KMW Pjatigorsk (III)     | 2:1             | Legion-Dynamo Machatschkala (III)  |
| 02.09.2020                      | Kuban-Holding Pawlowskaja (III)  | 3:4             | Dynamo Stawropol (III)             |
| 02.09.2020                      | Tschernomorez Noworossijsk (III) | 4:0             | FK Biolog-Nowokubansk (III)        |
| 00000000000Zone Ost             |                                  |                 |                                    |
| 02.09.2020                      | Zenit Irkutsk (III)              | 1:1 (4:3 i. E.) | FK Nowosibirsk (III)               |
| 00000000000Zone Ural-Powolschje |                                  |                 |                                    |
| 02.09.2020                      | FK Swesda Perm (III)             | 3:1             | FK Tscheljabinsk (III)             |
| 02.09.2020                      | Wolga Uljanowsk (III)            | 2:0             | KAMAS Nabereschnyje Tschelny (III) |

## FNL Pfad

### Play-offs
Teilnehmer: Die 20 Vereine der Perwenstwo FNL spielten eine separate Runde. Die Gewinner qualifizierten sich für die Gruppenphase.
| Datum      |                                  | Ergebnis        |                               |
| ---------- | -------------------------------- | --------------- | ----------------------------- |
| 26.08.2020 | Akron Toljatti (II)              | 0:1             | Tschertanowo Moskau (II)      |
| 26.08.2020 | FK Neftechimik Nischnekamsk (II) | 0:1             | Dynamo Brjansk (II)           |
| 26.08.2020 | Weles Moskau (II)                | 4:1             | Baltika Kaliningrad (II)      |
| 26.08.2020 | Tom Tomsk (II)                   | 0:1             | FK Nischni Nowgorod (II)      |
| 26.08.2020 | Krylja Sowetow Samara (II)       | 5:0             | Irtysch Omsk (II)             |
| 26.08.2020 | FK Jenissei Krasnojarsk (II)     | 2:1             | Wolgar Astrachan (II)         |
| 26.08.2020 | FK SKA-Chabarowsk (II)           | 0:0 (8:7 i. E.) | Fakel Woronesch (II)          |
| 26.08.2020 | FK Orenburg (II)                 | 2:1             | Alanija Wladikawkas (II)      |
| 26.08.2020 | Tschaika Pestschanokopskoje (II) | 0:2             | Tekstilschtschik Iwanowo (II) |
| 26.08.2020 | Torpedo Moskau (II)              | 1:2             | Schinnik Jaroslawl (II)       |

## Gruppenphase
Teilnehmer:

- Die 10 Sieger des PFL Pfads
- Die 10 Sieger des NFL Pfads
- Die 10 Erstligisten, die nicht im Europacup spielten

Punktesystem: Sieg = 3 Punkte – Sieg nach 11m-Schießen = 2 Punkte – Niederlage nach 11m-Schießen = 1 Punkt. – Bei Punktgleichheit von zwei Mannschaften zählt der direkte Vergleich, von drei Mannschaften das Torverhältnis. Die Gruppensieger qualifizierten sich für das Achtelfinale.

### Gruppe 1
| Pl. | Verein                 | Sp. | S | U+ | U− | N | Tore | Diff. | Punkte |
| --- | ---------------------- | --- | - | -- | -- | - | ---- | ----- | ------ |
| 1.  | Ural Jekaterinburg (I) | 2   | 2 | 0  | 0  | 0 | 6:1  | +5    | 6      |
| 2.  | Weles Moskau (II)      | 2   | 1 | 0  | 0  | 1 | 5:5  | ±0    | 3      |
| 3.  | Wolga Uljanowsk (III)  | 2   | 0 | 0  | 0  | 2 | 2:7  | −5    | 0      |

| Datum      | Heim            | Ergebnis | Gast               |
| ---------- | --------------- | -------- | ------------------ |
| 16.09.2020 | Wolga Uljanowsk | 0:3      | Ural Jekaterinburg |
| 30.09.2020 | Wolga Uljanowsk | 2:4      | Weles Moskau       |
| 21.10.2020 | Weles Moskau    | 1:3      | Ural Jekaterinburg |

### Gruppe 2
| Pl. | Verein                       | Sp. | S | U+ | U− | N | Tore | Diff. | Punkte |
| --- | ---------------------------- | --- | - | -- | -- | - | ---- | ----- | ------ |
| 1.  | Spartak Moskau (I)           | 2   | 1 | 0  | 0  | 1 | 5:2  | +3    | 3      |
| 2.  | Rodina Moskau (III)          | 2   | 1 | 0  | 0  | 1 | 4:5  | −1    | 3      |
| 3.  | FK Jenissei Krasnojarsk (II) | 2   | 1 | 0  | 0  | 1 | 1:3  | −2    | 3      |

| Datum      | Heim                    | Ergebnis | Gast                    |
| ---------- | ----------------------- | -------- | ----------------------- |
| 16.09.2020 | Rodina Moskau           | 1:5      | Spartak Moskau          |
| 30.09.2020 | Rodina Moskau           | 3:0      | FK Jenissei Krasnojarsk |
| 21.10.2020 | FK Jenissei Krasnojarsk | 1:0      | Spartak Moskau          |

### Gruppe 3
| Pl. | Verein                        | Sp. | S | U+ | U− | N | Tore | Diff. | Punkte |
| --- | ----------------------------- | --- | - | -- | -- | - | ---- | ----- | ------ |
| 1.  | Arsenal Tula (I)              | 2   | 0 | 2  | 0  | 0 | 1:1  | ±0    | 4      |
| 2.  | Tekstilschtschik Iwanowo (II) | 2   | 1 | 0  | 1  | 0 | 3:0  | +3    | 4      |
| 3.  | FK Saljut Belgorod (III)      | 2   | 0 | 0  | 1  | 1 | 1:4  | −3    | 1      |

| Datum      | Heim                     | Ergebnis  | Gast                     |
| ---------- | ------------------------ | --------- | ------------------------ |
| 16.09.2020 | FK Saljut Belgorod       | 0:0 (3:4) | Arsenal Tula             |
| 30.09.2020 | FK Saljut Belgorod       | 0:3       | Tekstilschtschik Iwanowo |
| 21.10.2020 | Tekstilschtschik Iwanowo | 0:0 (3:4) | Arsenal Tula             |

### Gruppe 4
| Pl. | Verein                     | Sp. | S | U+ | U− | N | Tore | Diff. | Punkte |
| --- | -------------------------- | --- | - | -- | -- | - | ---- | ----- | ------ |
| 1.  | FK Ufa (I)                 | 2   | 2 | 0  | 0  | 0 | 5:0  | +5    | 6      |
| 2.  | FK Leningradez Prudy (III) | 2   | 0 | 1  | 0  | 1 | 0:1  | −1    | 2      |
| 3.  | Tschertanowo Moskau (II)   | 2   | 0 | 0  | 1  | 1 | 0:4  | −4    | 1      |

| Datum      | Heim                 | Ergebnis  | Gast                |
| ---------- | -------------------- | --------- | ------------------- |
| 16.09.2020 | FK Leningradez Prudy | 0:1       | FK Ufa              |
| 30.09.2020 | FK Leningradez Prudy | 0:0 (6:5) | Tschertanowo Moskau |
| 21.10.2020 | Tschertanowo Moskau  | 0:4       | FK Ufa              |

### Gruppe 5
| Pl. | Verein                   | Sp. | S | U+ | U− | N | Tore | Diff. | Punkte |
| --- | ------------------------ | --- | - | -- | -- | - | ---- | ----- | ------ |
| 1.  | FK Chimki (I)            | 2   | 1 | 1  | 0  | 0 | 2:1  | +1    | 5      |
| 2.  | FK Nischni Nowgorod (II) | 2   | 0 | 1  | 1  | 0 | 1:1  | ±0    | 3      |
| 3.  | Zenit Irkutsk (III)      | 2   | 0 | 0  | 1  | 1 | 0:1  | −1    | 1      |

| Datum      | Heim                | Ergebnis   | Gast                |
| ---------- | ------------------- | ---------- | ------------------- |
| 16.09.2020 | Zenit Irkutsk       | 0:1        | FK Chimki           |
| 30.09.2020 | Zenit Irkutsk       | 0:0 (3:4)  | FK Nischni Nowgorod |
| 21.10.2020 | FK Nischni Nowgorod | 1:1 (9:10) | FK Chimki           |

### Gruppe 6
| Pl. | Verein                  | Sp. | S | U+ | U− | N | Tore | Diff. | Punkte |
| --- | ----------------------- | --- | - | -- | -- | - | ---- | ----- | ------ |
| 1.  | Achmat Grosny (I)       | 2   | 1 | 1  | 0  | 0 | 4:1  | +1    | 5      |
| 2.  | Snamja Noginsk (III)    | 2   | 1 | 0  | 0  | 1 | 3:3  | ±0    | 3      |
| 3.  | Schinnik Jaroslawl (II) | 2   | 0 | 0  | 1  | 1 | 1:4  | −3    | 1      |

| Datum      | Heim               | Ergebnis  | Gast               |
| ---------- | ------------------ | --------- | ------------------ |
| 16.09.2020 | Snamja Noginsk     | 1:1 (3:4) | Achmat Grosny      |
| 30.09.2020 | Snamja Noginsk     | 03:0 1    | Schinnik Jaroslawl |
| 21.10.2020 | Schinnik Jaroslawl | 0:3       | Achmat Grosny      |

### Gruppe 7
| Pl. | Verein                     | Sp. | S | U+ | U− | N | Tore | Diff. | Punkte |
| --- | -------------------------- | --- | - | -- | -- | - | ---- | ----- | ------ |
| 1.  | Krylja Sowetow Samara (II) | 2   | 2 | 0  | 0  | 0 | 7:1  | +6    | 6      |
| 2.  | Dynamo Stawropol (III)     | 2   | 1 | 0  | 0  | 1 | 4:4  | ±0    | 3      |
| 3.  | Rotor Wolgograd (I)        | 2   | 0 | 0  | 0  | 2 | 0:6  | −6    | 0      |

| Datum      | Heim                  | Ergebnis | Gast                  |
| ---------- | --------------------- | -------- | --------------------- |
| 16.09.2020 | Dynamo Stawropol      | 03:0 2   | Rotor Wolgograd       |
| 30.09.2020 | Dynamo Stawropol      | 1:4      | Krylja Sowetow Samara |
| 21.10.2020 | Krylja Sowetow Samara | 3:0      | Rotor Wolgograd       |

### Gruppe 8
| Pl. | Verein               | Sp. | S | U+ | U− | N | Tore | Diff. | Punkte |
| --- | -------------------- | --- | - | -- | -- | - | ---- | ----- | ------ |
| 1.  | FK Sotschi (I)       | 2   | 1 | 1  | 0  | 0 | 2:1  | +1    | 5      |
| 2.  | FK Orenburg (II)     | 2   | 1 | 0  | 1  | 0 | 4:1  | +3    | 4      |
| 3.  | FK Swesda Perm (III) | 2   | 0 | 0  | 0  | 2 | 0:4  | −4    | 0      |

| Datum      | Heim           | Ergebnis  | Gast        |
| ---------- | -------------- | --------- | ----------- |
| 16.09.2020 | FK Swesda Perm | 0:1       | FK Sotschi  |
| 30.09.2020 | FK Swesda Perm | 00:3 3    | FK Orenburg |
| 21.10.2020 | FK Orenburg    | 1:1 (2:4) | FK Sotschi  |

### Gruppe 9
| Pl. | Verein                           | Sp. | S | U+ | U− | N | Tore | Diff. | Punkte |
| --- | -------------------------------- | --- | - | -- | -- | - | ---- | ----- | ------ |
| 1.  | FK SKA-Chabarowsk (II)           | 2   | 2 | 0  | 0  | 0 | 4:1  | +3    | 6      |
| 2.  | Rubin Kasan (I)                  | 2   | 1 | 0  | 0  | 1 | 4:3  | +1    | 3      |
| 3.  | Tschernomorez Noworossijsk (III) | 2   | 0 | 0  | 0  | 2 | 3:7  | −4    | 0      |

| Datum      | Heim                       | Ergebnis | Gast              |
| ---------- | -------------------------- | -------- | ----------------- |
| 16.09.2020 | Tschernomorez Noworossijsk | 2:4      | Rubin Kasan       |
| 30.09.2020 | Tschernomorez Noworossijsk | 1:3      | FK SKA-Chabarowsk |
| 21.10.2020 | FK SKA-Chabarowsk          | 1:0      | Rubin Kasan       |

### Gruppe 10
| Pl. | Verein                       | Sp. | S | U+ | U− | N | Tore | Diff. | Punkte |
| --- | ---------------------------- | --- | - | -- | -- | - | ---- | ----- | ------ |
| 1.  | FK Tambow (I)                | 2   | 2 | 0  | 0  | 0 | 4:1  | +3    | 6      |
| 2.  | Maschuk-KMW Pjatigorsk (III) | 2   | 1 | 0  | 0  | 1 | 2:2  | ±0    | 3      |
| 3.  | Dynamo Brjansk (II)          | 2   | 0 | 0  | 0  | 2 | 0:3  | −3    | 0      |

| Datum      | Heim                   | Ergebnis | Gast           |
| ---------- | ---------------------- | -------- | -------------- |
| 16.09.2020 | Maschuk-KMW Pjatigorsk | 1:2      | FK Tambow      |
| 30.09.2020 | Maschuk-KMW Pjatigorsk | 1:0      | Dynamo Brjansk |
| 21.10.2020 | Dynamo Brjansk         | 0:2      | FK Tambow      |

## Achtelfinale
Teilnehmer: Die 10 Gruppensieger und die 6 Teams, die sich in der Saison 2019/20 für den Europapokal qualifizierten.
| Datum      |                          | Ergebnis |                            |
| ---------- | ------------------------ | -------- | -------------------------- |
| 20.02.2021 | Zenit St. Petersburg (I) | 1:2      | Arsenal Tula (I)           |
| 20.02.2021 | Dynamo Moskau (I)        | 2:0      | Spartak Moskau (I)         |
| 21.02.2021 | ZSKA Moskau (I)          | 2:0      | FK SKA-Chabarowsk (II)     |
| 21.02.2021 | Lokomotive Moskau (I)    | 3:0      | FK Tambow (I)              |
| 21.02.2021 | FK Krasnodar (I)         | 1:2      | FK Sotschi (I)             |
| 21.02.2021 | FK Rostow (I)            | 0:1      | Achmat Grosny (I)          |
| 22.02.2021 | FK Chimki (I)            | 0:4      | Krylja Sowetow Samara (II) |
| 03.03.2021 | FK Ufa (I)               | 3:0      | Ural Jekaterinburg (I)     |

## Viertelfinale
| Datum      |                            | Ergebnis |                       |
| ---------- | -------------------------- | -------- | --------------------- |
| 07.04.2021 | FK Sotschi (I)             | 1:3      | Lokomotive Moskau (I) |
| 07.04.2021 | Achmat Grosny (I)          | 1:0      | FK Ufa (I)            |
| 08.04.2021 | Krylja Sowetow Samara (II) | 2:0      | Dynamo Moskau (I)     |
| 08.04.2021 | Arsenal Tula (I)           | 1:2      | ZSKA Moskau (I)       |

## Halbfinale
| Datum      |                       | Ergebnis        |                            |
| ---------- | --------------------- | --------------- | -------------------------- |
| 21.04.2021 | Achmat Grosny (I)     | 0:0 (1:4 i. E.) | Krylja Sowetow Samara (II) |
| 21.04.2021 | Lokomotive Moskau (I) | 3:0             | ZSKA Moskau (I)            |

## Finale
| Paarung               | Lokomotive Moskau – Krylja Sowetow Samara |
| Ergebnis              | 3:1 (1:1) |
| Datum                 | 12. Mai 2021 |
| Stadion               | Stadion Nischni Nowgorod, Nischni Nowgorod |
| Zuschauer             | 20.808 |
| Schiedsrichter        | Sergei Iwanow |
| Tore                  | 1:0 François Kamano (14.) 1:1 Wladislaw Sarweli (22.) 2:1 Fjodor Smolow (48.) 3:1 Murilo Cerqueira (84.) |
| Lokomotive Moskau     | Guilherme – Maciej Rybus, Vedran Ćorluka (76. Murilo Cerqueira), Pablo Nascimento Castro, Dmitri Barinow (46. Daniil Kulikow) – Rifat Schemaletdinow (75. Alexei Mirantschuk), Dmitri Rybtschinski, Maxim Muchin (67. Stanislaw Magkejew), Grzegorz Krychowiak – Fjodor Smolow (87. Éder), François Kamano. Cheftrainer: Marko Nikolić ( Serbien) |
| Krylja Sowetow Samara | Iwan Lomajew – Sergei Boschin (90.+2' Nikita Tschernow), Juri Gorschkow, Alexander Soldatenkow, Mehdi Zeffane (79. Dmitri Kabutow) – Anton Sinkowski, Denis Jakuba (44. Maxim Witjugow), Ricardo Alves, Roman Jeschow (90.+2' Dmitri Jefremow) – Iwan Sergejew, Wladislaw Sarweli (80. Jegor Golenkow). Cheftrainer: Igor Ossinkin                |
| Gelbe Karten          | Pablo Nascimento Castro, François Kamano, Maciej Rybus, Dmitri Rybtschinski – Denis Jakuba |